# Agrotis xerophilina
Agrotis xerophilina là một loài bướm đêm trong họ Noctuidae.